# Östlicher Hegau und Linzgau
Das Gebiet Östlicher Hegau und Linzgau ist ein mit Verordnung vom 1. Januar 2005 durch das Regierungspräsidium Freiburg nach der Richtlinie 92/43/EWG (Fauna-Flora-Habitat-Richtlinie) ausgewiesenes Schutzgebiet (SG-Nummer DE-8119-341) im Südosten des deutschen Landes Baden-Württemberg.

## Lage
Das rund 505 Hektar (ha) große Schutzgebiet „Östlicher Hegau und Linzgau“ gehört naturräumlich zum Hegau, den Donau-Ablach-Platten und der Hegaualb. Seine sieben Teilgebiete liegen auf Gemarkungen der Gemeinde Eigeltingen (464,4771 ha = 92 %) und der Stadt Stockach (40,3893 ha = 8 %) im Landkreis Konstanz sowie einer durchschnittlichen Höhe von 617 m ü. NHN.

## Beschreibung
Beschrieben wird das Schutzgebiet als „Gebiet mit wertvollem FFH-Grünland mit Flachlandwiesen und Magerrasen inmitten von landwirtschaftlicher Intensivflur.“
Lebensraumklassen (Anteil der Gesamtfläche)
|                                                              |                                                              |  |      |      |
| N09 – Heide, Steppe, Trockenrasen                            | N09 – Heide, Steppe, Trockenrasen                            |  | 1 %  | 1 %  |
| N10 – Feuchtes und mesophiles Grünland                       | N10 – Feuchtes und mesophiles Grünland                       |  | 48 % | 48 % |
| N14 – Trockengelegtes Grünland                               | N14 – Trockengelegtes Grünland                               |  | 2 %  | 2 %  |
| N15 – Anderes Ackerland                                      | N15 – Anderes Ackerland                                      |  | 11 % | 11 % |
| N16 – Laubwald                                               | N16 – Laubwald                                               |  | 27 % | 27 % |
| N19 – Mischwald                                              | N19 – Mischwald                                              |  | 8 %  | 8 %  |
| N21 – Nichtwaldgebiete mit hölzernen Pflanzen, Gestrüpp usw. | N21 – Nichtwaldgebiete mit hölzernen Pflanzen, Gestrüpp usw. |  | 3 %  | 3 %  |
|                                                              |                                                              |  |      |      |

Lebensraumtypen (in Hektar)
|                                        |                                        |  |     |     |
| 6210 – Kalk-Magerrasen                 | 6210 – Kalk-Magerrasen                 |  | 3   | 3   |
| 6410 – Pfeifengraswiese                | 6410 – Pfeifengraswiese                |  | 3.4 | 3.4 |
| 6510 – Magere Flachland-Mähwiese       | 6510 – Magere Flachland-Mähwiese       |  | 56  | 56  |
| 7140 – Übergangs- und Schwingrasenmoor | 7140 – Übergangs- und Schwingrasenmoor |  | 1   | 1   |
| 7230 – Kalkreiches Niedermoor          | 7230 – Kalkreiches Niedermoor          |  | 1.8 | 1.8 |
| 9130 – Waldmeister-Buchenwald          | 9130 – Waldmeister-Buchenwald          |  | 57  | 57  |
| 9180 – Schlucht- und Hangmischwald     | 9180 – Schlucht- und Hangmischwald     |  | 5.1 | 5.1 |
| 91E0 – Auenwald                        | 91E0 – Auenwald                        |  | 1   | 1   |
|                                        |                                        |  |     |     |